# Hatley (Québec)
Hatley è un comune del Canada, situato nella provincia del Québec, nella regione di Estrie.